# Ougspurger (Patrizierfamilie)

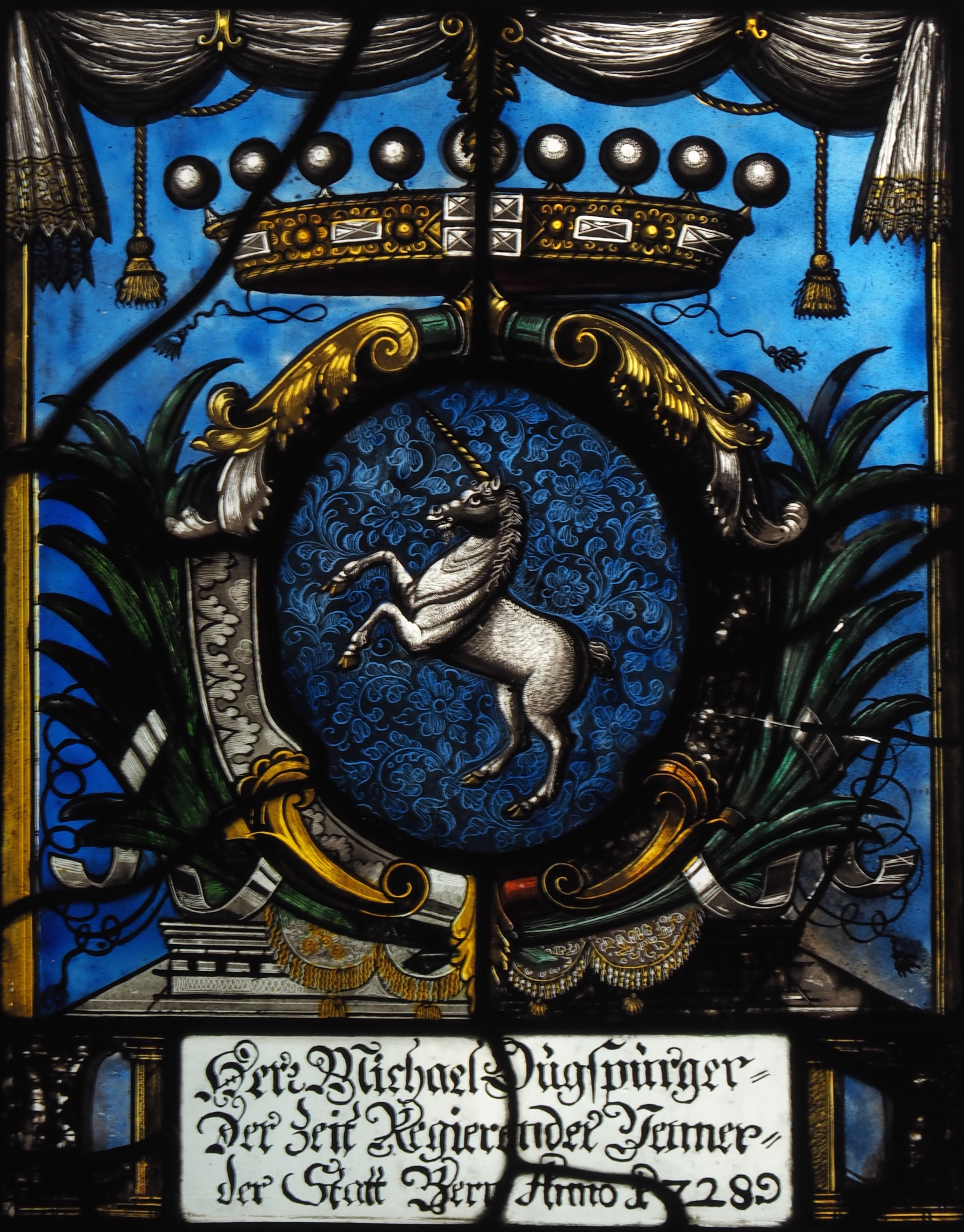
Wappen Michael Ougspurger (IV.) in der Kirche Frutigen (1728)

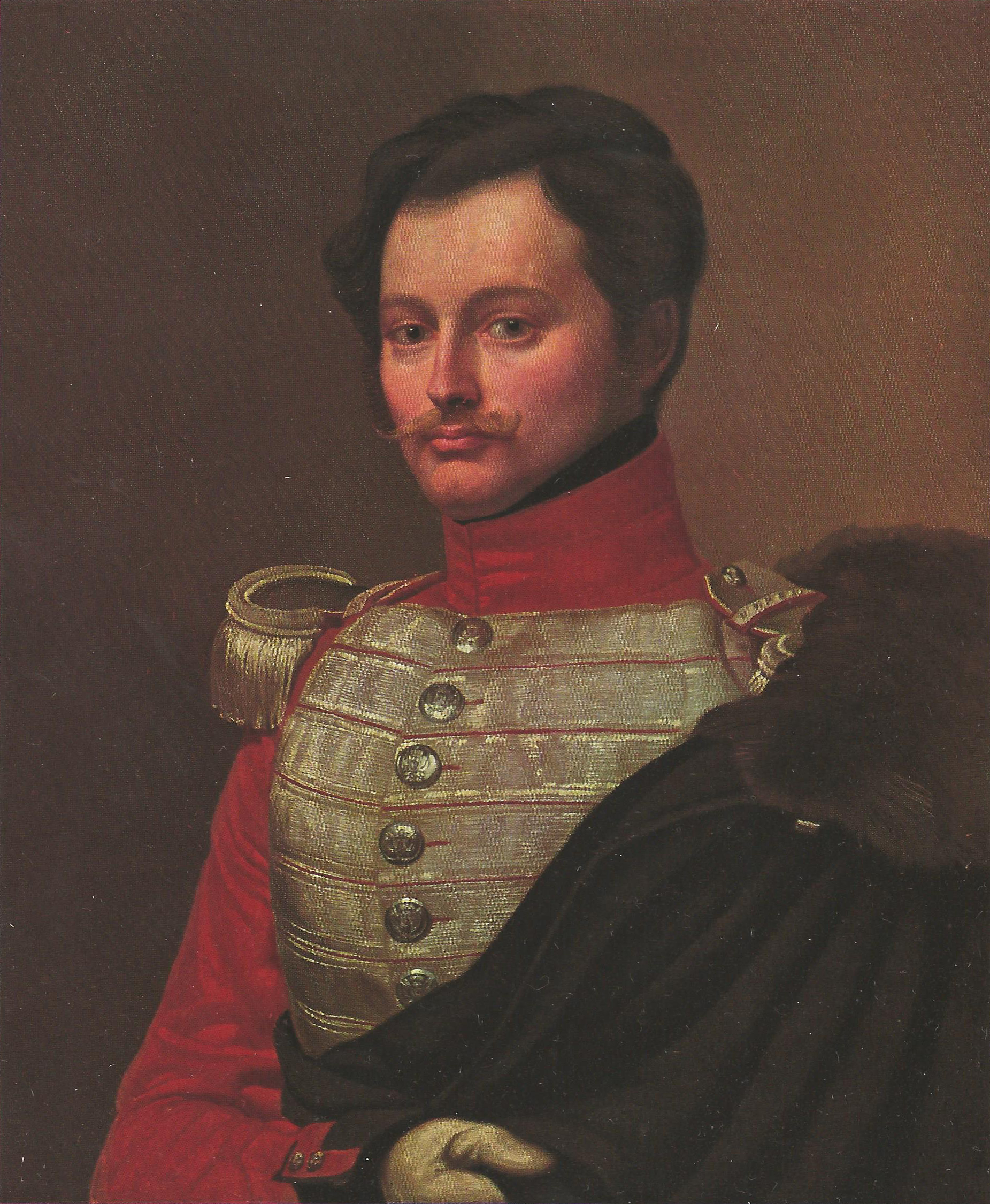
Philibert Friedrich von Ougspurger (1796–1880), Bildnis von Johann Friedrich Dietler (1829).

Die Familie von Ougspurger (auch Augsburger, Ougsburger) war eine Berner Patrizierfamilie, die spätestens 1435 das Burgerrecht der Stadt Bern besass. Das Geschlecht erlosch 1907 mit Rudolf Friedrich Ludwig von Ougspurger.
Angehörige des Geschlechts besassen zeitweise die Herrschaften Gerzensee, Löwenberg, Reichenbach, Vufflens, das Landgut Mettlen und das Ougspurger-Gut an der hinteren Schosshalde in Bern.

## Personen
- Hans Ougspurger († 1520), des Grossen Rats, Landvogt zu Laupen, Ohmgeldner, des Kleinen Rats, Kriegsrat
- Michael Ougspurger (I.) († 1557), des Grossen Rats, Landvogt zu Aarwangen, des Kleinen Rats, erster Welschseckelmeister
- Michael Ougspurger (II.) (1554–1610), des Grossen Rats, Landvogt zu Moudon, des Kleinen Rats, Landvogt zu Lausanne, Deutschseckelmeister
- Michael Ougspurger (III.) (1562–1625), Herr zu Reichenbach, des Grossen Rats, Obervogt zu Schenkenberg
- Christoph Ougspurger (1577–1639), Herr zu Löwenberg, des Grossen Rats, Schultheiss von Murten
- Hans Anton Ougspurger (1599–1643), Herr zu Reichenbach, des Grossen Rats, Sechzehner zu Metzgern
- Michael Ougspurger (IV.) (1648–1732), des Grossen Rats, Ratsschreiber, Landvogt zu Moudon, des Kleinen Rats, Salzdirektor, Venner
- Beat Sigmund Ougspurger (1692–1771), Deutsch-Appellationsrichter, des Grossen Rats, Gouverneur zu Aigle, des Kleinen Rats, Venner, Welschseckelmeister
- Hieronymus Balthasar Emanuel Ougspurger (1693–1770)[1], des Grossen Rats, Mushafenschaffner
- Philibert Friedrich von Ougspurger (1796–1880), Offizier der Schweizergarde in Paris 1817–1830, Burgerschreiber von Bern.